# Estación La Valerosa
La Valerosa es una estación de ferrocarril ubicada en el partido de San Andrés de Giles, Provincia de Buenos Aires, Argentina.

## Servicios
Fue construida por la Compañía General de Ferrocarriles en la Provincia de Buenos Aires en 1908, como parte de la vía que llegó a Rosario en ese mismo año. Su nombre primitivo fue Kilómetro 125.

## Infraestructura
El edificio es similar al de Tomás Jofré, aunque cuenta con algún agregado hacia su parte exterior, y presenta un desagüe pluvial que en la primera no se aprecia.
Actualmente no posee tráfico de trenes de ningún tipo, aunque la Asociación Amigos del Belgrano realiza tareas de preservación de la traza como desmalezamiento y mantenimiento de vías.